# الحن والبن
الحن والبن هما مخلوقات ذكرت في بعض النصوص الإسلامية القديمة، ويُعتقد أنهما كانتا موجودتين قبل خلق الجن والإنس. وفقًا لبعض العلماء والمفسرين، الحن والبن هما مخلوقات خلقها الله واستوطنت الأرض قبل الجن والإنس، ولكنها أبادت بعضها البعض بسبب الفساد وسفك الدماء.